# Almalı
Almalı (armeniska: Խնձրիստան: Chndzristan) är en ort i Azerbajdzjan.   Den ligger i distriktet Xocalı Rayonu, i den centrala delen av landet, 280 kilometer väster om huvudstaden Baku. Almalı ligger 986 meter över havet och antalet invånare är 814.
Terrängen runt Almalı är kuperad, och sluttar österut. Närmaste större samhälle är Stepanakert, 17,9 kilometer söder om Almalı. 
Trakten runt Almalı består till största delen av jordbruksmark. Runt Almalı är det ganska glesbefolkat, med 27 invånare per kvadratkilometer.